# Света Екатерина (Княжево)
„Света Екатерина“ е български православен храм, гробищна църква на квартал Княжево. Храмът е част от Софийска епархия на Българската православна църква.

## История
Църквата е построена през 1929 година в тогавашното село Княжево, днес квартал на София. Храмът е най-старата църква в София, посветена на света великомъченица Екатерина. На светицата са посветени още два храма в столицата – църквата в квартал Орландовци и параклисът в двора на УМБАЛ „Проф. д-р Александър Чирков“.
Църквата в Княжево, която е на повече от 90 години, е построена по инициатива на иконом Стефан Минев, за да подслонява при лошо време християните, поменаващи починалите си близки.
Църквата е използвана и от белогвардейци, емигрирали в България след Болшевишката революция от 1917 година и черкуващи се в близкия храм Свети Пантелеймон.
През 2023 година група граждани сигнализират, че храм „Света Екатерина“ има нужда от спешен ремонт, защото се руши.
Към 2023 г. „Света Екатерина“ се обслужва от свещениците на основния княжевски енорийски храм „Свети пророк Илия“.